# Buchy, Seine-Maritime
Buchy är en kommun i departementet Seine-Maritime i regionen Normandie i norra Frankrike. Kommunen ligger i kantonen Buchy som tillhör arrondissementet Rouen. År 2022 hade Buchy 2 789 invånare.

## Befolkningsutveckling
Antalet invånare i kommunen Buchy
| Referens: INSEE |